# Márcio Rezende de Freitas
Márcio Rezende de Freitas, né le 22 décembre 1960 à Timóteo, est un ancien arbitre brésilien de football. Il fut arbitre international de 1989 à 2005.

## Carrière
Il a officié dans des compétitions majeures : 
- Championnat du Brésil de football 1991 (finale aller)
- JO 1992 (3 matchs)
- Copa América 1993 (4 matchs dont la finale)
- Coupe du monde de football des moins de 20 ans 1995 (2 matchs)
- Copa America 1995 (2 matchs)
- Coupe intercontinentale 1996
- Coupe du monde de football de 1998 (2 matchs)
- Copa Mercosur 2000 (3 matchs de la finale)
- Copa Libertadores 2001 (finale aller)
- Copa Sudamericana 2002 (finale aller)
- Copa América 2004 (2 matchs)